# Metzgeriidae
Metzgeriidae es un grupo de hepáticas de talo simple.
Se clasifica en los siguientes órdenes y familias:
- Metzgeriales
  - Aneuraceae
  - Metzgeriaceae
  - Mizutaniaceae
- Pleuroziales
  - Pleuroziaceae